# Ivan Toney
Ivan Benjamin Elijah Toney (ur. 16 marca 1996 w Northampton) – angielski piłkarz pochodzenia jamajskiego, występujący na pozycji napastnika w arabskim klubie Al-Ahli Dżudda oraz w reprezentacji Anglii. 
Wychowanek Northampton Town, w trakcie swojej kariery grał także w takich zespołach, jak Brentford, Newcastle United, Barnsley, Shrewsbury Town, Scunthorpe United, Wigan Athletic oraz Peterborough United.

## Kariera klubowa
31 sierpnia 2024 roku ogłoszono przejście Ivana Toneya do arabskiej drużyny Al-Ahli gdzie będzie zarabiał 16 milionów funtów rocznie.